# Championnat d'Équateur de football 1980
Navigation
Saison précédente Saison suivante
La saison 1980 du Championnat d'Équateur de football est la vingt-deuxième édition du championnat de première division en Équateur.
Dix équipes prennent part à la Série A, la première division, au sein d'une poule unique où elles affrontent leurs adversaires deux fois, à domicile et à l'extérieur. À la fin de cette première phase, les trois premiers du classement se qualifient pour la Liguilla, les deux derniers sont relégués et remplacés par les deux meilleurs clubs de Série B, la deuxième division équatorienne. La deuxième phase fonctionne exactement comme la première, avec les mêmes systèmes de qualification pour la Liguilla et de relégation. En fin de saison, les clubs qualifiés pour la Liguilla se disputent le titre national.
C'est le Barcelona Sporting Club qui remporte la compétition après avoir battu lors de la finale nationale le CDT Universitario. C'est le 6e titre de champion d'Équateur de l'histoire du club.
Pour la deuxième saison consécutive, le tenant du titre est relégué en Série B; en effet, le Club Sport Emelec termine à la 9e place de la seconde phase et doit donc descendre en deuxième division.

## Première phase

### Les clubs participants
| - Club Sport Emelec - Barcelona Sporting Club - Manta Sport Club - CDU Católica del Ecuador - Club Deportivo Técnico Universitario | - Club Deportivo El Nacional - Promu de Série B - América de Quito - Deportivo Cuenca - LDU Quito - Club Deportivo Everest - Promu de Série B |

### Classement
| Rang | Équipe                               | Pts | J  | G | N | P | Bp | Bc | Diff |
| ---- | ------------------------------------ | --- | -- | - | - | - | -- | -- | ---- |
| 1    | CDU Católica del Ecuador             | 21  | 18 | 8 | 5 | 5 | 28 | 21 | +7   |
| 2    | Club Deportivo Técnico Universitario | 20  | 18 | 7 | 6 | 5 | 26 | 21 | +5   |
| 3    | Barcelona Sporting Club              | 20  | 18 | 7 | 6 | 5 | 25 | 21 | +4   |
| 4    | Club Sport Emelec T                  | 19  | 18 | 7 | 5 | 6 | 22 | 18 | +4   |
| 5    | América de Quito                     | 18  | 18 | 6 | 6 | 6 | 21 | 23 | -2   |
| 6    | LDU Quito                            | 17  | 18 | 4 | 9 | 5 | 23 | 21 | +2   |
| 7    | Club Deportivo El Nacional P         | 17  | 18 | 6 | 5 | 7 | 18 | 19 | -1   |
| 8    | Club Deportivo Everest P             | 17  | 18 | 6 | 5 | 7 | 23 | 29 | -6   |
| 9    | Manta Sport Club                     | 17  | 18 | 8 | 1 | 9 | 20 | 28 | -8   |
| 10   | Deportivo Cuenca                     | 14  | 18 | 5 | 4 | 9 | 14 | 19 | -5   |

|  | Qualification pour la Liguilla           |
|  | Relégation en Série B                    |
|  | T : Tenant du titre P : Promu de Série B |

## Seconde phase

### Les clubs participants
| - Club Sport Emelec - Barcelona Sporting Club - Deportivo Quito - Promu de Série B - CDU Católica del Ecuador - Club Deportivo Técnico Universitario | - Club Deportivo El Nacional - América de Quito - LDU Cuenca - Promu de Série B - LDU Quito - Club Deportivo Everest |

### Classement
| Rang | Équipe                               | Pts | J  | G | N | P  | Bp | Bc | Diff |
| ---- | ------------------------------------ | --- | -- | - | - | -- | -- | -- | ---- |
| 1    | Club Deportivo El Nacional           | 24  | 18 | 8 | 8 | 2  | 24 | 16 | +8   |
| 2    | Barcelona Sporting Club              | 22  | 18 | 8 | 6 | 4  | 29 | 20 | +9   |
| 3    | América de Quito                     | 22  | 18 | 9 | 4 | 5  | 23 | 15 | +8   |
| 4    | CDU Católica del Ecuador             | 21  | 18 | 7 | 7 | 4  | 25 | 13 | +12  |
| 5    | Club Deportivo Técnico Universitario | 17  | 18 | 7 | 3 | 8  | 29 | 28 | +1   |
| 6    | LDU Quito                            | 17  | 18 | 4 | 9 | 5  | 21 | 24 | -3   |
| 7    | Club Deportivo Everest               | 16  | 18 | 4 | 8 | 6  | 22 | 30 | -8   |
| 8    | Deportivo Quito P                    | 14  | 18 | 5 | 4 | 9  | 18 | 20 | -2   |
| 9    | Club Sport Emelec T                  | 14  | 18 | 4 | 6 | 8  | 13 | 21 | -8   |
| 10   | LDU Cuenca P                         | 13  | 18 | 5 | 3 | 10 | 7  | 24 | -17  |

|  | Qualification pour la Liguilla           |
|  | Relégation en Série B                    |
|  | T : Tenant du titre P : Promu de Série B |

## Liguilla
À l'issue de chaque phase, les trois premiers du classement reçoivent un bonus respectif de 3, 2 et 1 point.
| Rang | Équipe                                  | Pts | J | G | N | P | Bp | Bc | Diff |
| ---- | --------------------------------------- | --- | - | - | - | - | -- | -- | ---- |
| 1    | Barcelona Sporting Club +3              | 13  | 8 | 4 | 2 | 2 | 12 | 9  | +3   |
| 2    | Club Deportivo Técnico Universitario +2 | 13  | 8 | 5 | 1 | 2 | 11 | 8  | +3   |
| 3    | CDU Católica del Ecuador +3             | 11  | 8 | 2 | 4 | 2 | 12 | 9  | +3   |
| 4    | América de Quito +1                     | 9   | 8 | 3 | 2 | 3 | 15 | 12 | +3   |
| 5    | Club Deportivo El Nacional +3           | 6   | 8 | 0 | 3 | 5 | 4  | 16 | -12  |

|  | Qualification pour la Copa Libertadores 1981 |

### Finale pour le titre
| Équipe 1                | Résultat | Équipe 2                             | Aller | Retour | Appui |
| ----------------------- | -------- | ------------------------------------ | ----- | ------ | ----- |
| Barcelona Sporting Club | 7 - 4    | Club Deportivo Técnico Universitario | 1 - 4 | 3 - 0  | 3 - 0 |

## Bilan de la saison
| Championnat d'Équateur de football 1980 |                                      |
| Champion                                | Barcelona Sporting Club (6e titre)   |
| Qualifications continentales            |                                      |
| Copa Libertadores 1981                  | Barcelona Sporting Club              |
| Copa Libertadores 1981                  | Club Deportivo Técnico Universitario |
| Promotions et relégations               |                                      |
| Promus en Série A                       | LDU Portoviejo Deportivo Cuenca      |
| Relégués en Série B                     | Club Sport Emelec LDU Cuenca         |